# بتن (فیلم)
«بتن» (انگلیسی: Concrete (film)) یک فیلم است.